# Theuville (Eure-et-Loir)
Pour les articles homonymes, voir Theuville.
Theuville est une commune française située dans le département d'Eure-et-Loir en région Centre-Val de Loire.
Elle est née le 1er janvier 2016 avec le statut de commune nouvelle de la fusion de l'ancienne commune de Theuville avec sa voisine Pézy, sans création de commune déléguée.

## Géographie
Les informations relatives à la géographie de cette commune sont la fusion des informations des deux communes fusionnées.

### Situation

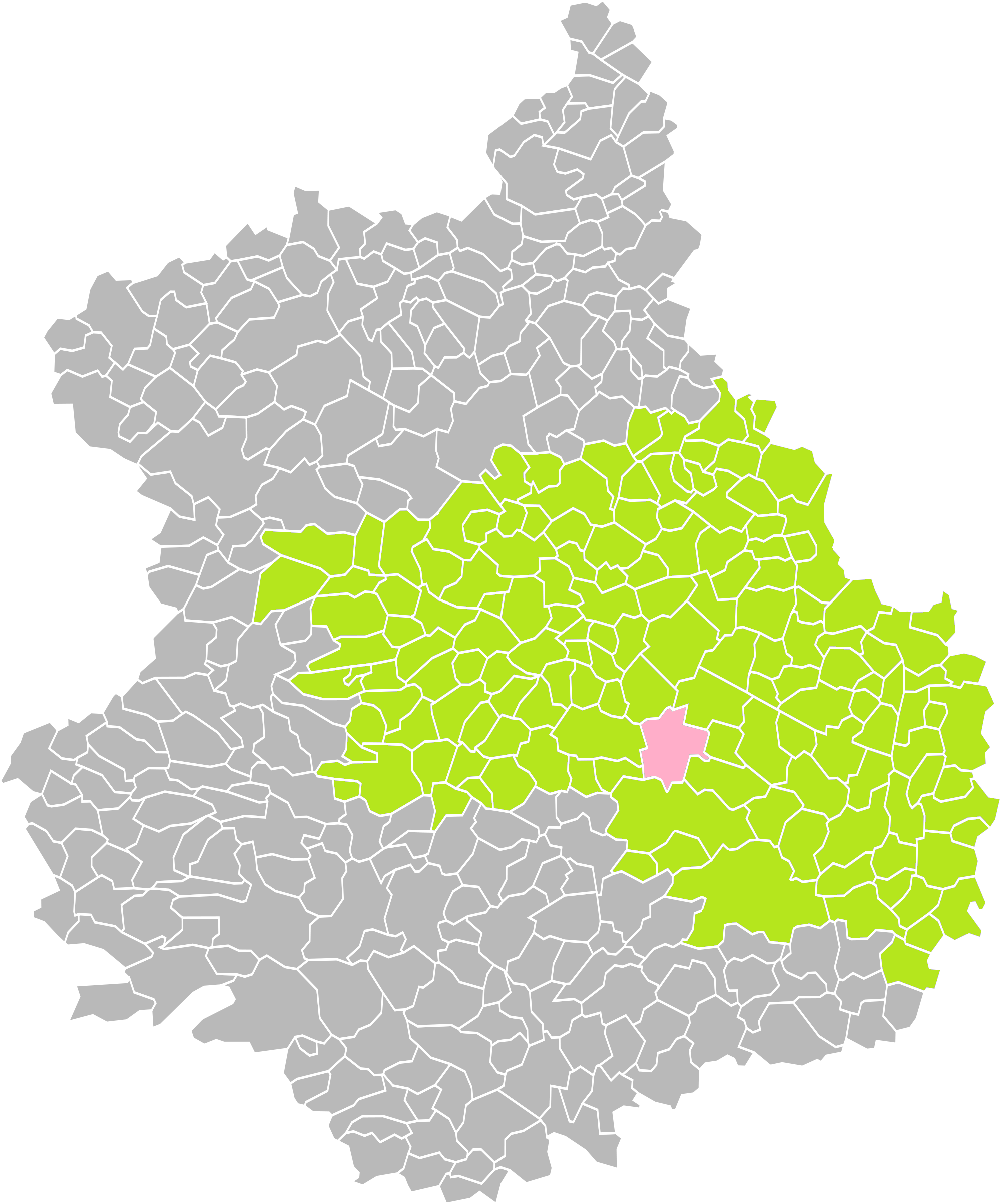
Position de Theuville (en rose) dans l'arrondissement de Chartres (en vert) du département d'Eure-et-Loir (grisé).

### Climat
Pour des articles plus généraux, voir Climat du Centre-Val de Loire et Climat d'Eure-et-Loir.
En 2010, le climat de la commune est de type climat océanique dégradé des plaines du Centre et du Nord, selon une étude du CNRS s'appuyant sur une série de données couvrant la période 1971-2000. En 2020, Météo-France publie une typologie des climats de la France métropolitaine dans laquelle la commune est exposée à un climat océanique altéré et est dans la région climatique  Sud-ouest du bassin Parisien, caractérisée par une faible pluviométrie, notamment au printemps (120 à 150 mm) et un hiver froid (3,5 °C). 
Pour la période 1971-2000, la température annuelle moyenne est de 10,6 °C, avec une amplitude thermique annuelle de 14,6 °C. Le cumul annuel moyen de précipitations est de 657 mm, avec 10,6 jours de précipitations en janvier et 7,5 jours en juillet. Pour la période 1991-2020, la température moyenne annuelle observée sur la station météorologique de Météo-France la plus proche, sur la commune de Sours à 8 km à vol d'oiseau, est de 11,6 °C et le cumul annuel moyen de précipitations est de 587,6 mm,. Pour l'avenir, les paramètres climatiques de la commune estimés pour 2050 selon différents scénarios d'émission de gaz à effet de serre sont consultables sur un site dédié publié par Météo-France en novembre 2022.

## Urbanisme

### Typologie
Au 1er janvier 2024, Theuville est catégorisée commune rurale à habitat dispersé, selon la nouvelle grille communale de densité à 7 niveaux définie par l'Insee en 2022.
Elle est située hors unité urbaine. Par ailleurs la commune fait partie de l'aire d'attraction de Chartres, dont elle est une commune de la couronne,. Cette aire, qui regroupe 117 communes, est catégorisée dans les aires de 50 000 à moins de 200 000 habitants,.

### Risques majeurs
Le territoire de la commune de Theuville est vulnérable à différents aléas naturels : météorologiques (tempête, orage, neige, grand froid, canicule ou sécheresse), inondations, mouvements de terrains et séisme (sismicité très faible). Il est également exposé à un risque technologique,  le transport de matières dangereuses. Un site publié par le BRGM permet d'évaluer simplement et rapidement les risques d'un bien localisé soit par son adresse soit par le numéro de sa parcelle.

#### Risques naturels
Certaines parties du territoire communal sont susceptibles d’être affectées par le risque d’inondation par débordement de cours d'eau et par ruissellement et coulée de boue, notamment la Roguenette. La commune a été reconnue en état de catastrophe naturelle au titre des dommages causés par les inondations et coulées de boue survenues en 1999 et 2018,.

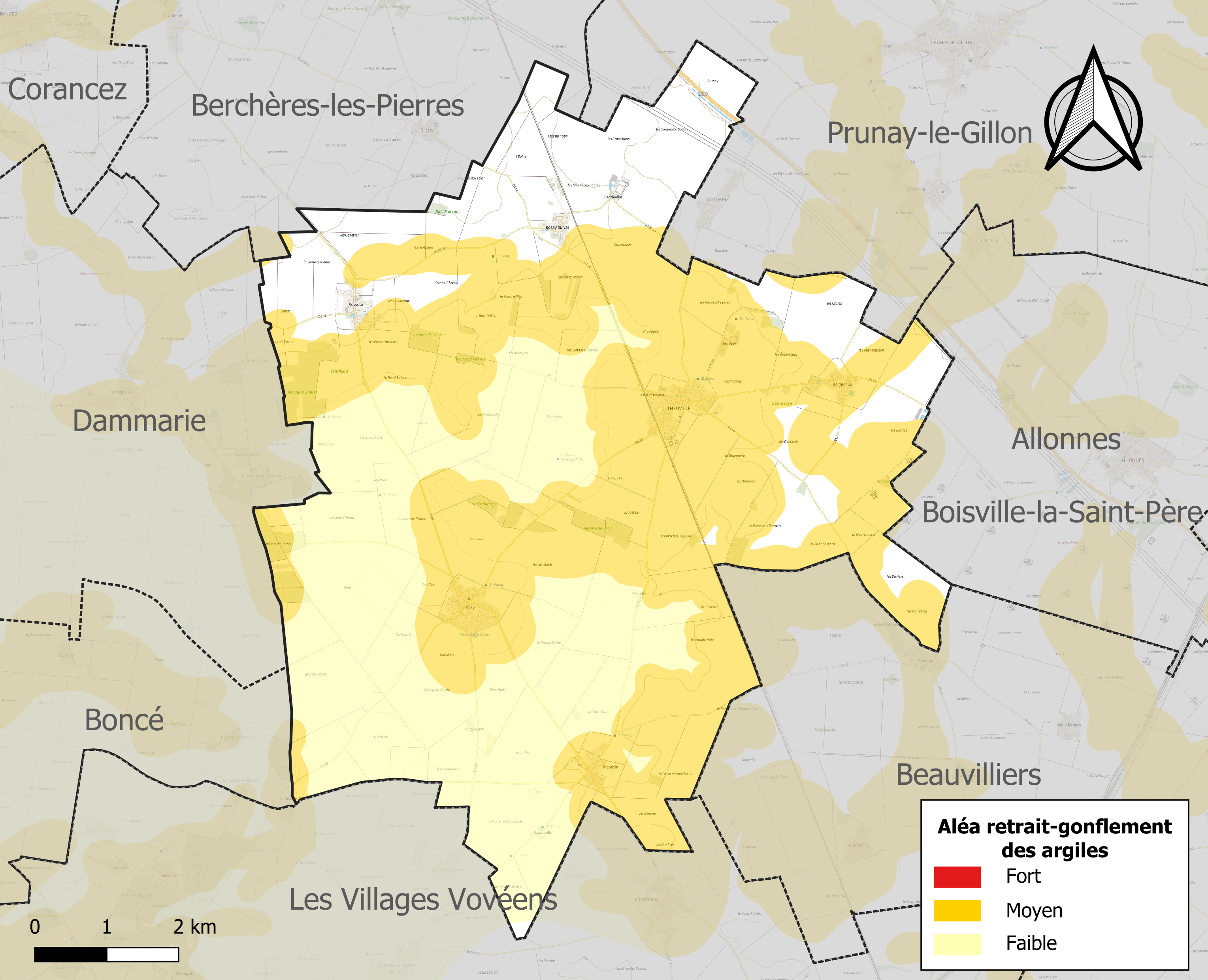
Carte des zones d'aléa retrait-gonflement des sols argileux de Theuville.

Les mouvements de terrains susceptibles de se produire sur la commune sont des affaissements et effondrements liés aux cavités souterraines. L'inventaire national des cavités souterraines permet de localiser celles situées sur la commune.
Le retrait-gonflement des sols argileux est susceptible d'engendrer des dommages importants aux bâtiments en cas d’alternance de périodes de sécheresse et de pluie. 49,9 % de la superficie communale est en aléa moyen ou fort (52,8 % au niveau départemental et 48,5 % au niveau national). Sur les 322 bâtiments dénombrés sur la commune en 2019, 258 sont en aléa moyen ou fort, soit 80 %, à comparer aux 70 % au niveau départemental et 54 % au niveau national. Une cartographie de l'exposition du territoire national au retrait gonflement des sols argileux est disponible sur le site du BRGM,.
Concernant les mouvements de terrains, la commune a été reconnue en état de catastrophe naturelle au titre des dommages causés par la sécheresse en 1989 et par des mouvements de terrain en 1999.

#### Risques technologiques
Le risque de transport de matières dangereuses sur la commune est lié à sa traversée par des infrastructures routières ou ferroviaires importantes ou la présence d'une canalisation de transport d'hydrocarbures. Un accident se produisant sur de telles infrastructures est en effet susceptible d’avoir des effets graves au bâti ou aux personnes jusqu’à 350 m, selon la nature du matériau transporté. Des dispositions d’urbanisme peuvent être préconisées en conséquence.

## Toponymie
Voir : la toponymie de Theuville (ancienne commune).

## Histoire
Les informations relatives à l'histoire de cette commune sont la fusion des informations des deux communes, Theuville (ancienne commune) et Pézy.

## Politique et administration
| Nom               | Code Insee | Intercommunalité                             | Superficie (km2) | Population (dernière pop. légale) | Densité (hab./km2) |
| ----------------- | ---------- | -------------------------------------------- | ---------------- | --------------------------------- | ------------------ |
| Theuville (siège) | 28383      | Communauté de communes de la Beauce vovéenne | 29,86            | 437 (2013)                        | 15                 |
| Pézy              | 28297      | CC de la Beauce Vovéene                      | 6,19             | 244 (2013)                        | 39                 |

### Liste des maires
| Période      | Période  | Identité         | Étiquette | Qualité |
| ------------ | -------- | ---------------- | --------- | ------- |
| janvier 2016 | En cours | Émilie Guillemin |           |         |

Jusqu'aux prochaines élections municipales de 2020, le conseil municipal de la nouvelle commune est constitué de tous les conseillers municipaux issus des conseils des anciennes communes.

## Population et société

### Démographie
L'évolution du nombre d'habitants est connue à travers les recensements de la population effectués dans la commune depuis sa création.

En 2022, la commune comptait 728 habitants, en évolution de +2,68 % par rapport à 2016 (Eure-et-Loir : −0,23 %, France hors Mayotte : +2,11 %).
| 2014 | 2019 | 2022 |
| ---- | ---- | ---- |
| 681  | 706  | 728  |

## Économie
- Agriculture, dont culture des pommes de terre.

## Culture locale et patrimoine

### Lieux et monuments
Les informations relatives au patrimoine de cette commune sont dans les articles des deux communes fusionnées.